# Palouse (región)

Praderas de Palouse

Palouse es una región del noroeste de los Estados Unidos de América, que abarca partes del sureste del estado de Washington, centro norte del estado de Idaho y, según algunas referencias, también se extiende hacia el sur, entrando en el noreste del estado de Oregón. Es en su mayor parte un área agrícola cuyos productos son principalmente el trigo y las legumbres y está situada alrededor de 250 kilómetros (160 millas) al norte de las rutas de Oregón.
La región experimentó un rápido crecimiento a finales del sigo XIX, tiempo en el que brevemente superó la población del Estrecho de Puget, región de Washington.
La región acoge a dos grandes universidades públicas, la Universidad de Idaho, en Moscow, y la Washington State University, esta última en Pullman. Localizadas a solo 13 km (8 millas) de distancia, ambos centros abrieron a principios de 1890.

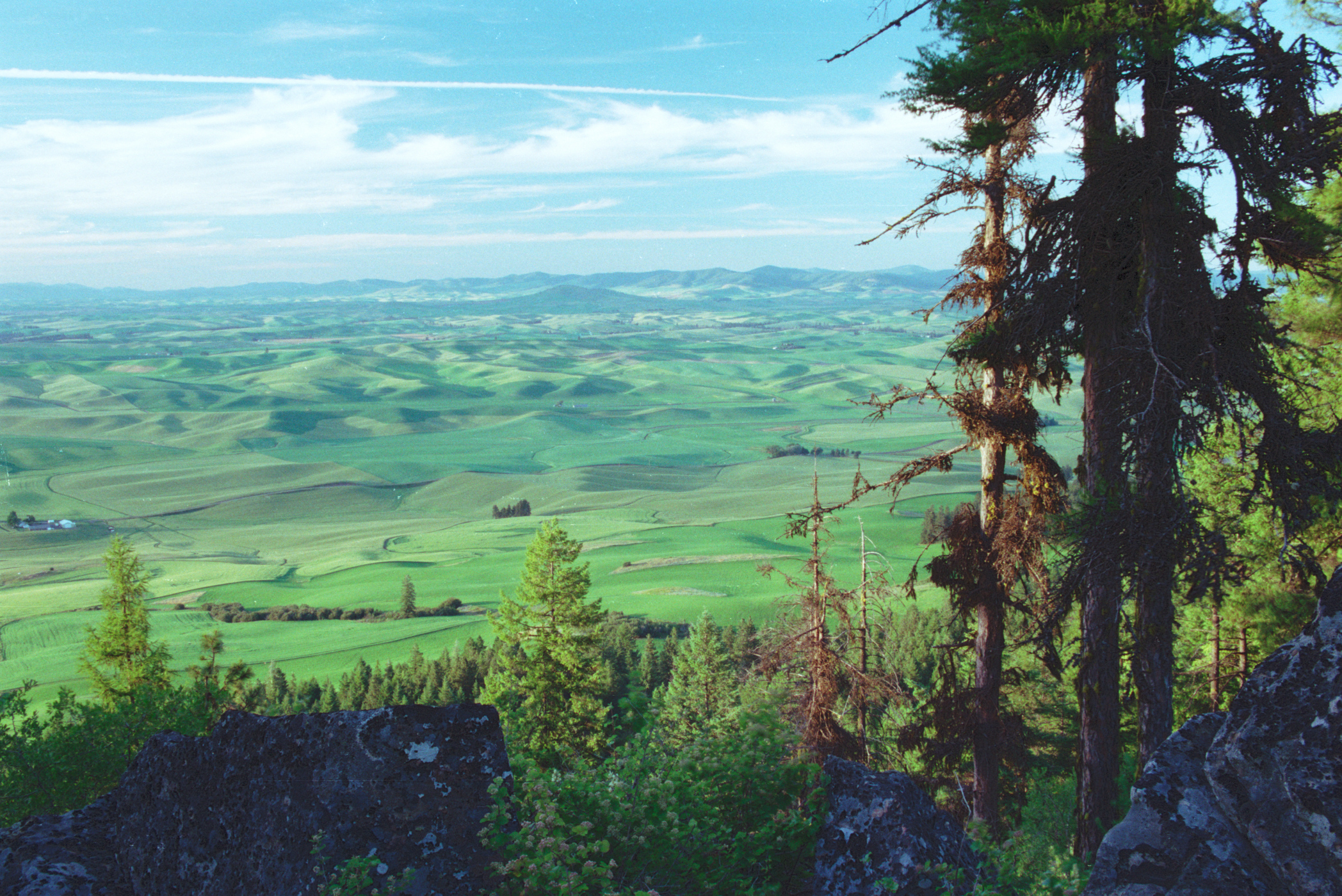
Praderas de Palouse.

## Geografía e historia
El origen del nombre "Palouse" es incierto. Una teoría es que fuese el nombre de la tribu Palus (escrito de diferentes formas como Palus, Palloatpallah, Pelusha...) que fue convertido poco a poco por los comerciantes franco-canadienses a la palabra "pelouse", que significa "tierra con hierba corta y espesa" (literalmente "pelouse" se traduce como "césped"). Por el paso del tiempo la región pasaría a denominarse Palouse. Otra teoría es que el nombre fuese en un inicio la palabra francesa, describiendo con ella al área y posteriormente a los nativos que la habitaban.
Tradicionalmente, la región de Palouse se define como las fértiles colinas y praderas situadas al norte de Lewiston y donde los ríos Clearwater y Snake se encuentran. Precisamente, este último las separa de las tierras de Walla Walla quedando estas hacia el suroeste, mientras que el río Clearwater las separa de las praderas del condado de Camas, que quedan al sureste. Esta región se convirtió en un asentamiento y experimentó un boom en el cultivo de trigo que formó parte de un proceso más largo de aumento de producción, originario del Condado de Walla Walla, en el sur del estado de Washington.
Aunque esta definición de Palouse sigue siendo común hoy en día, en ocasiones el término se utiliza para referirse a toda la región de cultivo de trigo, incluyendo el condado de Walla Walla, las praderas de Camas de Idaho, la región de Big Bend de la meseta central del río Columbia, y además, otros pequeños distritos agrícolas como el condado de Asotin, en Washington, y el condado de Umatilla, en Oregón. Esta definición más extensa es usada por organizaciones como el Fondo Mundial para la Naturaleza, también conocido por las siglas en inglés WWF, quien define así la región de Palouse en términos generales como una ecorregión.
La comunidad de Palouse, en Washington, se encuentra en el condado de Whitman, alrededor de 11 km al oeste de Potlach, Idaho.

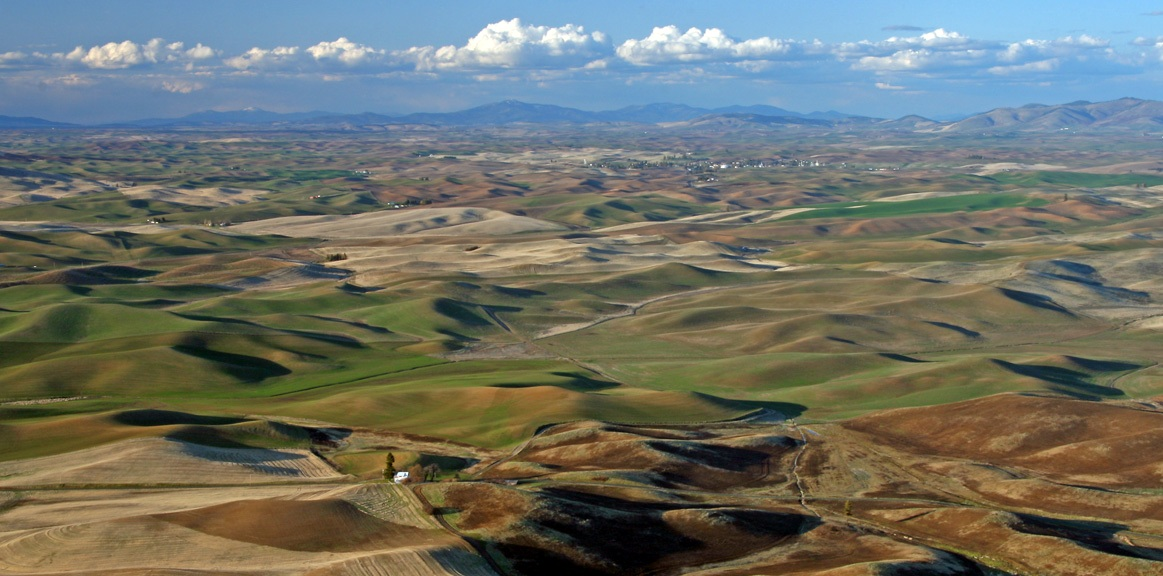
Palouse desde Steptoe Butte.

Sin embargo la definición tradicional de la región de Palouse es distinta a la antigua procedente de la región de Walla Walla, al sur del río Snake. Alrededor de 1860 fue allí donde el cultivo de secano del trigo fue probado como viable en la zona. Por el año 1870 la región de Walla Walla rápidamente se convirtió en campos de cultivo, mientras en la región de Palouse comenzaban los primeros experimentos sobre el cultivo del trigo y su viabilidad, la cual previamente se había dedicado al ganado y a las ovejas. Alrededor de 1880, Cuando estos intentos se convirtieron en éxitos, una pequeña fiebre por las tierras llenó rápidamente la región de Palouse de agricultores, y a su vez, la construcción de ferrocarriles ayudó a la rápida colonización de la región. Alrededor de 1890 casi todas las tierras habían sido ocupadas y convertidas en cultivos de trigo. 
A diferencia de las tierras de Walla Walla, que fueron fieles a la ciudad de Walla Walla, la región de Palouse contempló el crecimiento de por lo menos cuatro núcleos, que distaban entre sí unas pocas millas: Colfax, el más viejo, Palouse, Pullman, y en el estado de Idaho, Moscow. Estos cuatro núcleos, junto por lo menos a otros diez aún menores, crearon una red urbana difusa, comparándola con la centralización de Walla Walla.
Algunas ciudades en las fronteras de la región de Palouse se incluyen en ocasiones como parte de esta, como Lewiston, en Idaho, que rige los campos de las praderas de Camas, Ritzville, que rige los márgenes de las tierras de Big Bend, y Spokane, la mayor población y eje de actividad de la región. Tan dominante fue la posición de Spokane, que fue conocida como la capital de Inland Empire, que gobernaba la región denominada Inland Northwest. Esta región incluía todos los cultivos de trigo, las minas locales y las serrerías. Spokane además sirvió como principal ferroviaria y centro de transporte de la región. 
Alrededor del año 1910, aunque los nombres locales como Palouse, Walla Walla, Big Bend, las tierras de Umatilla y las praderas de Camas continuaron siendo comunes, mucha gente empezó a considerarse a ellos mismos como habitantes de Inland Empire, de Wheat Belt, de Columbia Basin o simplemente del este de Washington, Oregón o del norte de Idaho.

## Geología

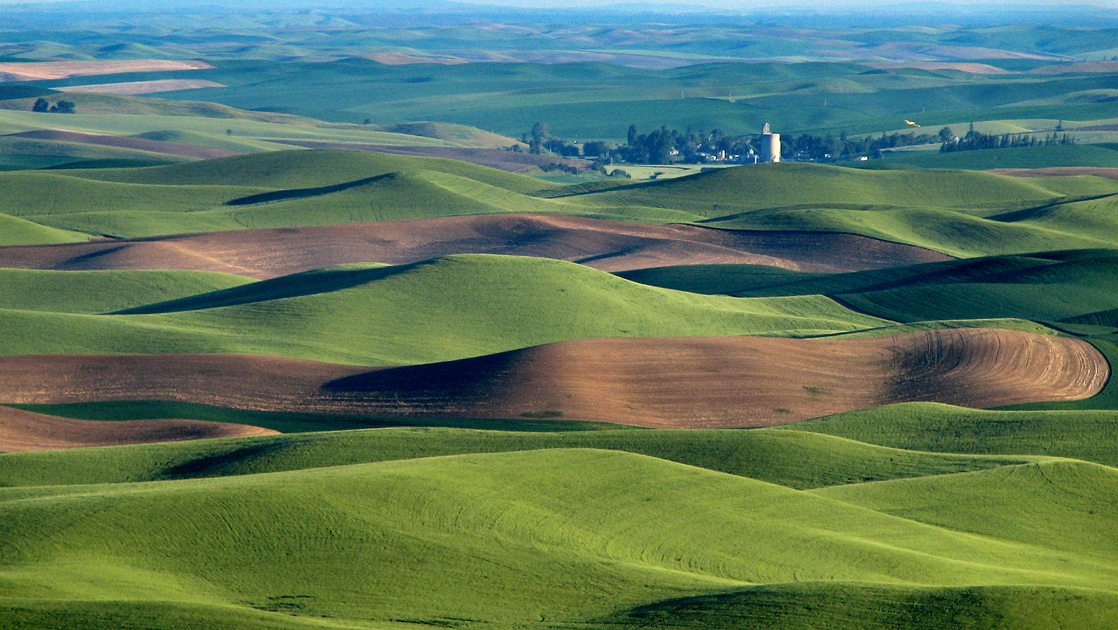
Colinas Palouse al noreste de Walla Walla.

Las características y peculiares dunas de ciano que caracterizan las praderas de Palouse se formaron durante las glaciaciones. Como si se les hubiese soplado desde las planicies de sandur hacia el oeste y el sur, las colinas de Palouse consisten en altibajos aparentemente arbitrarios. En ellas, el rango de profundidad del loess más fértil varía de 5 a 130 cm y las mayores pendientes, que pueden alcanzar hasta el 50%, dan al noreste. Grandes áreas de un mismo nivel son raras.
Las mayores elevaciones que bordean las praderas suelen ser densos bosques templados de coníferas. La montaña de Moscow, que se encuentra a 13 km al noreste de Moscow, es la más alta de todas con una altura de 1.519 metros sobre el nivel del mar.

## Agricultura
Los primeros cultivos de la región eran trabajos arduos y laboriosos, que eran realizados por los agricultores y sus caballos. Alrededor del año 1920, un equipo de siega y trillado requería 120 hombres y 320 caballos y mulas. Estos equipos se iban moviendo de cultivo en cultivo a medida que el trigo maduraba. En ese momento, la cosechadora ya había sido inventada y estaba en uso, pero pocos agricultores tenían suficientes caballos para tirar de la máquina, que requería un equipo de 40 caballos y 6 hombres para poder trabajar los desniveles de la zona. Por este motivo el uso de la cosechadora en la región de Palouse quedó rezagado con respecto a otras comunidades de los Estados Unidos.
Solo cuando la compañía de cosechadores de Idaho en Moscow, en inglés "Idaho Harvester Company", comenzó a producir máquinas más pequeñas las cosachadoras fueron viables. Alrededor de 1930, el 90 % de todo el trigo de Palouse se cosechaba por medio de cosechadoras. 
El siguiente paso en la mecanización del proceso fue el desarrollo del tractor. Como con las cosechadoras, los primeros tractores a gasolina eran demasiado pesados y difíciles de manejar en las pendientes de las colinas de Palosue. Incluso los más pequeños fueron poco usados. Como consecuencia, alrededor de 1930 tan solo el 20 % de los agricultores de Palouse usaban tractores.

## Entorno
Aunque una vez fue una extensa pradera compuesta a partes iguales por plantas perennes como la "Bluebunch wheatgrass" Agropyron spicatum y la Fescuta de Idaho (Festuca idahoensis), hoy prácticamente todas las praderas de Palouse son campos de cultivo. Las praderas nativas, tal como eran en su origen, es uno de los ecosistemas que más se encuentran en peligro de extinción, y solo una pequeña parte de estas siguen existiendo.
La gente ha afectado a la vida salvaje. Los pájaros y los pequeños mamíferos, antes abundantes, son escasos. 